# Rio Corumbiara Antigo
Rio Corumbiara Antigo är en flod  i Brasilien.   Den är belägen i delstaten Rondônia, i den centrala delen av landet, 1 600 km väster om huvudstaden Brasília.
I omgivningen kring Rio Corumbiara Antigo växer i huvudsak städsegrön lövskog och området är nästan obefolkat, med mindre än två invånare per kvadratkilometer.